# Savanna (Illinois)
Savanna é uma cidade localizada no estado americano de Illinois, no Condado de Carroll.

## Demografia
Segundo o censo americano de 2000, a sua população era de 3542 habitantes.
Em 2006, foi estimada uma população de 3261, um decréscimo de 281 (-7.9%).

## Geografia
De acordo com o United States Census Bureau tem uma área de
7,0 km², dos quais 6,8 km² cobertos por terra e 0,2 km² cobertos por água. Savanna localiza-se a aproximadamente 183 m acima do nível do mar.

## Localidades na vizinhança
O diagrama seguinte representa as localidades num raio de 16 km ao redor de Savanna.